# Thyana simplicifolia
Thyana simplicifolia là một loài thực vật có hoa trong họ Bồ hòn. Loài này được (Poit.) Ham. miêu tả khoa học đầu tiên năm 1825.